# Месје 72
Месје 72 (М72) је збијено звездано јато у сазвежђу Водолија које се налази у Месјеовом каталогу објеката дубоког неба.
Деклинација објекта је - 12° 32' 11" а ректасцензија 20h 53m 27,9s. Привидна величина (магнитуда) објекта М72 износи 9,2. М72 је још познат и под ознакама NGC 6981, GCL 118.